# Kloster Pantanassa

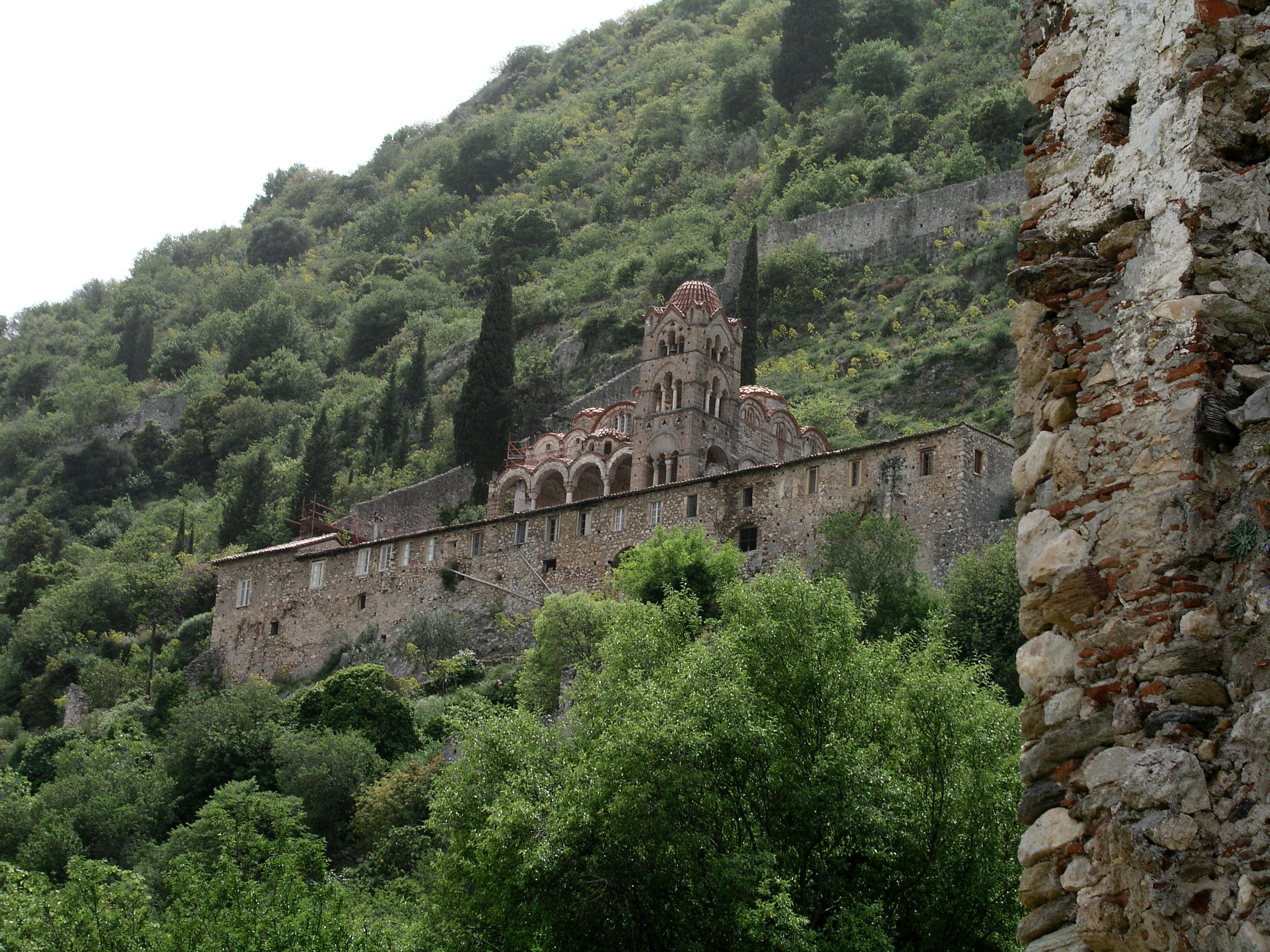
Gesamtanlage des Klosters

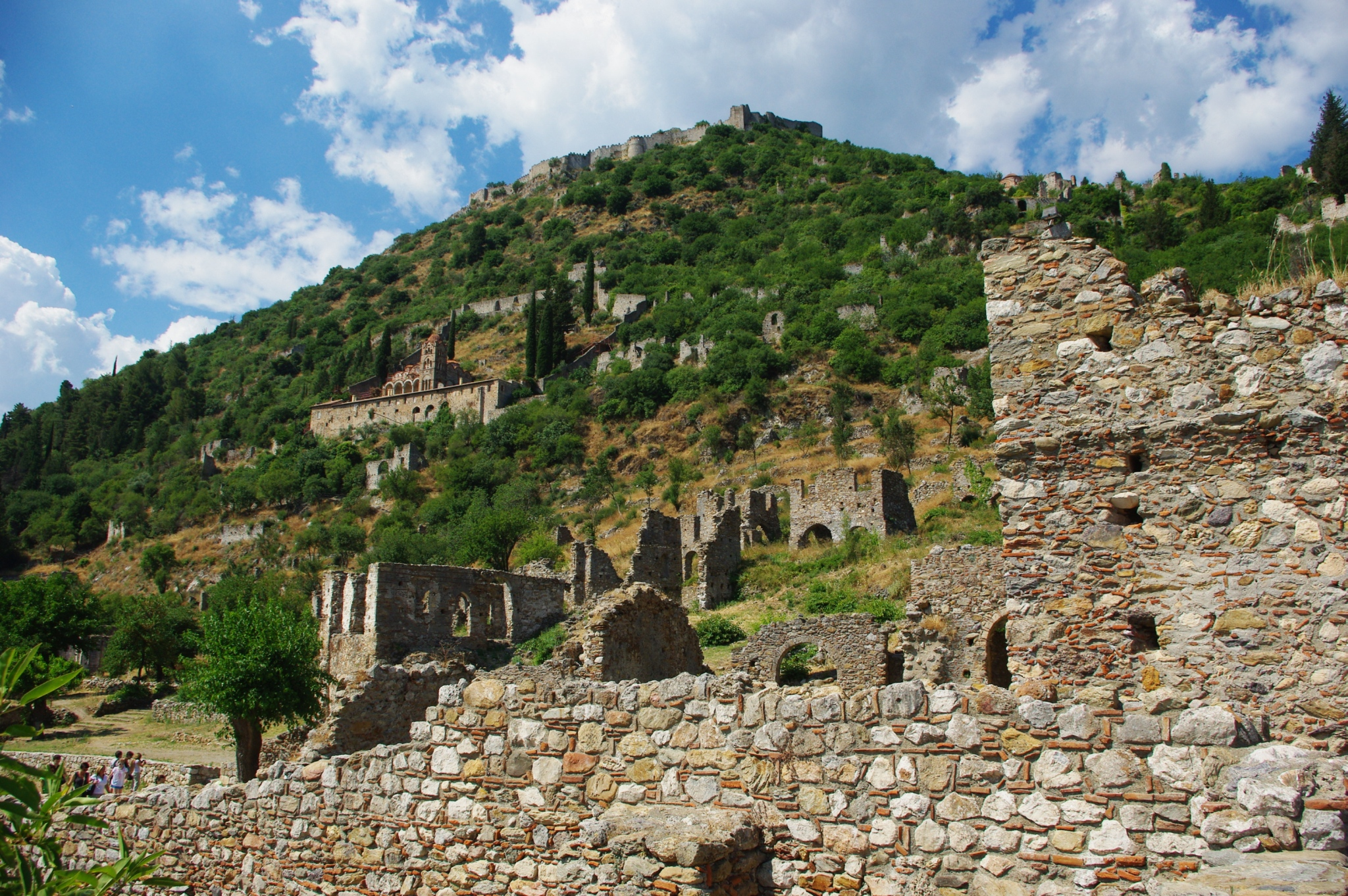
Lage des Klosters auf halber Höhe zwischen Unterstadt und Burg

Das Kloster Pantanassa  (griechisch Μονή Παντανάσσης) ist ein der Gottesmutter Pantanassa geweihtes Kloster in der byzantinischen Stadt Mystras auf der Peloponnes (Griechenland).

## Geschichte

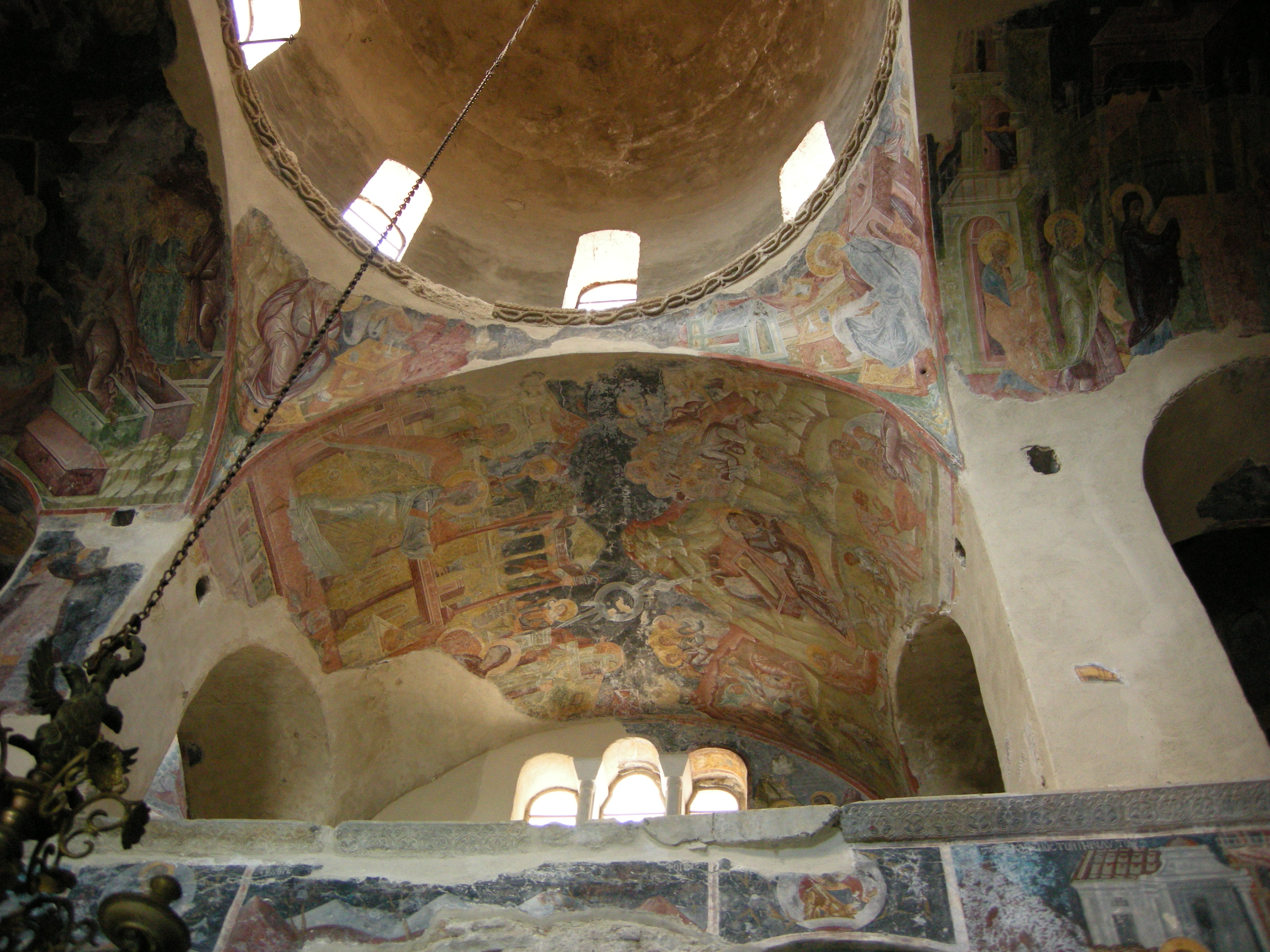
Innenansicht der Kirche

Das Kloster wurde im 15. Jahrhundert von Johannes Phrangopoulos, einem hohen Beamten des Despotat Morea, gegründet. Die Weihe der Kirche fand nach einer Inschrift im September 1428 statt.
In der Mitte des 19. Jahrhunderts wurde es von einem Mönchs- zu einem Nonnenkloster der griechisch-orthodoxen Kirche umgewandelt. Es ist als einziges Kloster in Mystras noch aktiv. Die Nonnen bewirtschaften es weitestgehend selbständig, d. h., sie betreiben Landwirtschaft und verarbeiten deren Produkte auch selbst.  

## Architektur
Das Kloster besteht aus zahlreichen Bauten: Hauptkirche, Klausen, ein Refektorium, eine Küche, Bäder, Speicherräume, eine Zisterne, ein Hospital, Räume für Gäste und zahlreiche weitere Wirtschaftsbauten.
Die Hauptkirche  bildet das Zentrum des Klosters, der Bau wurde unter dem Einfluss westeuropäischer Baustile, vor allem der Gotik, ausgeführt. Die übrigen Bauten wurden um die Kirche herum angeordnet und die gesamte Anlage mit einer steinernen Mauer gesichert.

## Wandmalerei

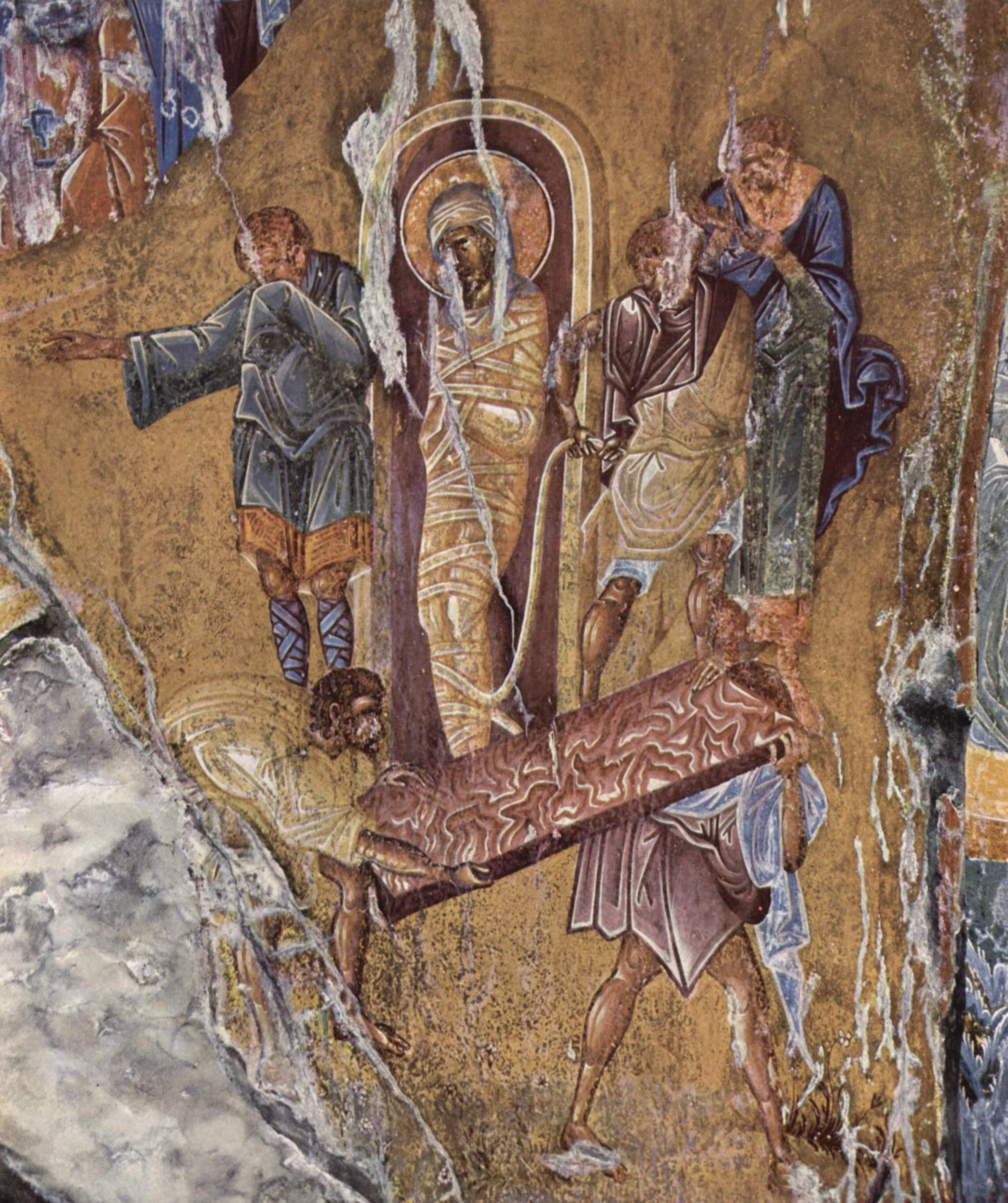
Fresko in der Pantanassa-Kirche: Erweckung des Lazarus

Die Kirche des Klosters beinhaltet sehr gut erhaltene Wandmalereien mit der Darstellung von biblischen Szenen und Heiligen, die von byzantinischen Malern überwiegend in der Mitte des 15. Jahrhunderts angefertigt wurden.